# Districtul Ban Mo
Ban Mo (în thailandeză บ้านหมอ) este un district (Amphoe) din provincia Saraburi, Thailanda, cu o populație de 39.489 de locuitori și o suprafață de 203,6 km².

## Componență
Districtul este subdivizat în 9 subdistricte (tambon).
| Nr. | Nume        | În thailandeză |
| --- | ----------- | -------------- |
| 1.  | Ban Mo      | บ้านหมอ         |
| 2.  | Bang Khamot | บางโขมด        |
| 3.  | Sang Sok    | สร่างโศก        |
| 4.  | Talat Noi   | ตลาดน้อย        |
| 5.  | Horathep    | หรเทพ          |
| 6.  | Khok Yai    | โคกใหญ่         |
| 7.  | Phai Khwang | ไผ่ขวาง         |
| 8.  | Ban Khrua   | บ้านครัว         |
| 9.  | Nong Bua    | หนองบัว         |